# 密花黃菫
密花黃菫（学名：Corydalis koidzumiana）为紫菫科紫菫屬下的一个种。

## 扩展阅读
- 維基物種上的相關：密花黃菫